# Wiktoria Bałżanowa
Wiktoria Bałżanowa (ur. 11 maja 1988) – rosyjska łuczniczka, mistrzyni świata, mistrzyni Europy. Startuje w konkurencji łuków bloczkowych.
Największym jej osiągnięciem jest złoty medal mistrzostw świata w Ulsan (2009) w konkurencji drużynowej oraz rok później w Rovereto złoto indywidualnie podczas mistrzostw Europy. 
Indywidualna halowa mistrzyni świata w 2012 roku.